# Liste der Monuments historiques in Anchenoncourt-et-Chazel
Die Liste der Monuments historiques in Anchenoncourt-et-Chazel führt die Monuments historiques in der französischen Gemeinde Anchenoncourt-et-Chazel auf.

## Liste der Objekte
| Bezeichnung       | Beschreibung | Standort                                     | Kennzeichnung | Schutzstatus | Datum | Bild |
| ----------------- | --- | -------------------------------------------- | ------------- | ------------ | ----- | ---- |
| Relief Kreuzigung | Stein, 15. oder 16. Jahrhundert                                                                                                | Anchenoncourt, in der Kirche St-Brice (Lage) | PM70000028    | Classé       | 1912  |      |
| Ziborium          | Silber, erste Hälfte des 18. Jahrhunderts                                                                                      | Anchenoncourt, in der Kirche St-Brice (Lage) | PM70000029    | Classé       | 1967  |      |
| Kelch             | Silber, vergoldet, gemarkt 1732, Goldschmied Pierre-François Grandguillaume                                                    | Anchenoncourt, in der Kirche St-Brice (Lage) | PM70000030    | Classé       | 1967  |      |
| Zwei Seitenaltäre | jeweils Altartisch, Retabel und Gemälde; Holz, farbig gefasst und vergoldet, Ölfarbe auf Leinwand, Anfang des 18. Jahrhunderts | Anchenoncourt, in der Kirche St-Brice (Lage) | PM70000031    | Classé       | 1979  |      |
| Taufaltar         | Retabel und Gemälde; Holz, farbig gefasst und vergoldet, Ölfarbe auf Leinwand, 18. Jahrhundert                                 | Anchenoncourt, in der Kirche St-Brice (Lage) | PM70000032    | Classé       | 1979  |      |